# دكتور نو (فلم)
دكتور نو (بالإنجليزية: Dr. No) هو أول فيلم سينمائي يدور حول مغامرات العميل البريطاني الشهير جيمس بوند عام 1961، وقد حقق نجاحا حول العالم أدى بدوره لاستمرار إنتاج سلسلة أفلام جيمس بوند حتى الآن.

## قصة الفيلم
الفيلم بطولة الممثل الإسكتلندي شون كونري، تدور قصته حول عميل بريطاني يقتل بطريقة غامضة فيرسل (جيمس بوند) للتحقيق في الأمر فتقوده الدلائل إلى جزيرة يملكها شخص يدعى (دكتور نو)، حيث يكتشف بوند بأن الدكتور نو يطور مفاعلا نوويا. ويحاول بوند بالتالي تدمير الجزيرة.
الدكتور نو هو رجل غامض لا يعرف سوى كونه رجل صيني فاحش الثراء أتى و امتلك هذه الجزيرة، و تسري الإشاعات بأن أي أحد حاول الاقتراب من الجزيرة فإنه لن يعود، مثلما حدث للكثير من الصيادين الذين اقتربوا منها.
 يقوم بعض العملاء بتتبع أخبار الدكتور نو الغامض و معرفة كل الأخبار الواردة بشأنه و لكنهم يتعرضون للقتل من طرف مجموعة من رجال الدكتور نو.

بعد هذه الحادثة يقوم جيمس بوند بالتحقيق في القضية حيث يسافر إلى جامايكا و عند وصوله إلى المطار يون رجل الدكتور نو في انتظاره زاعما أن السفارة هي التي أرسلته ليقله من المطار، و لكن جيمس بوند يتفطن للحيلة .

ينطلق بعدها جيمس بوند عند السفير البريطاني الذي يطلعه على تفاصيل المهمة، و بعدها يبدأ التحقيق
عن طريق أصدقاء العميل السابق الذين يدلونه على صياد كان العميل السابق كثير التردد عليه
، يذهب جيمس بوند لملاقاة هذا الصياد الذي يتضح فيما بعد أنه أحد
 رجال فيليكس عميل السي أي أي .
يقرر الفريق الجديد التحقيق في أمر هذه الجزيرة المشبوهة التي يشك فيليكس أنها مركز انبعاث موجات كهرومغناطيسية أو إشعاعية باتجاه منطقة إطلاق المكوكات بكاب كانافيرا في الو.م.أ و التي أفشلت العديد من محاولات الإطلاق . و يعزم الفريق على حل اللغز قبل أجل إطلاق المكوك التالي.
يحاول الدكتور نو قتل جيمس بوند عدة مرات لكنه يفشل في كل محاولة فبعد محاولة لدغه بالعنكبوت السامة حول دحرجة سيارته من أعلى التل 
.
يقوم جيمس بوند بالتنقل إلى الجزيرة و بعد أن يتم القبض عليه يفر بصعوبة و يقوم بتدمير مقر انبعاث الإشعاعات.

## وصلات خارجية
- مقالات تستعمل روابط فنية بلا صلة مع ويكي بيانات